# Königsstraße 23 (Bredenborn)

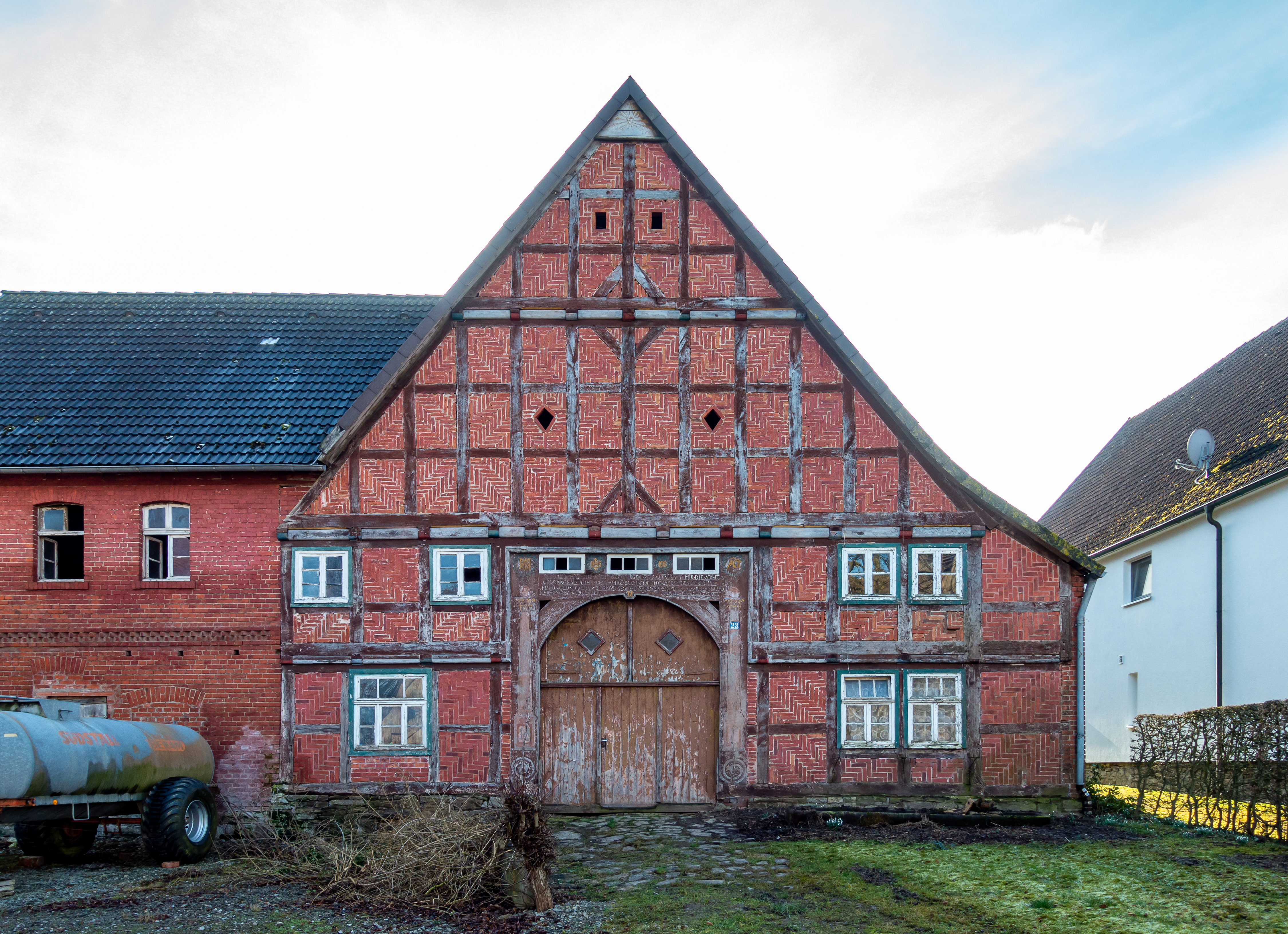
Fassade des Fachwerkhauses (2022)

Königsstraße 23 ist die Adresse eines historischen Fachwerkhauses in Marienmünster, Ortsteil Bredenborn. Es wurde in der Liste der Baudenkmäler in Marienmünster nach § 4 DSchG NRW vorläufig unter Schutz gestellt. 

## Geschichte
Bei dem Fachwerkhaus handelt es sich um ein typisches ostwestfälisches Längsdeelenhaus in Vierständerbauweise. Das über zwei Stockwerke gehende Tor an der Giebelfassade ist reich mit Inschriften geschmückt. Darüber befinden sich drei Oberlichter. Das Giebelfachwerk hat eine Breite von 12 Gefachen und kragt zweimal vor. Es ist mit naturroten Ziegelsteinen in verschiedenen Mustern ausgemauert. 
Das Haus steht seit langem leer. 2020 stellte der Eigentümer einen Abbruchantrag, der in den städtischen Gremien diskutiert wurde. Laut Gutachten des Landschaftsverband Westfalen-Lippe besteht ein Denkmalwert für das Hauptgebäude mit Ausrichtung nach Norden inklusive angrenzendem östlichen Stallgebäude sowie für den südwestlichen Anbau des Wohntraktes.